# Canavieira
Canavieira est une municipalité brésilienne située dans l'État du Piauí.